# Gran Premio di Gran Bretagna 1951
Il Gran Premio di Gran Bretagna 1951 è stata la quinta prova della stagione 1951 del campionato mondiale di Formula 1. La gara si è tenuta sabato 14 luglio sul circuito di Silverstone ed è stata vinta dall'argentino José Froilán González su Ferrari, al primo successo in carriera, sia per il pilota che per la scuderia; González ha preceduto all'arrivo il connazionale Juan Manuel Fangio su Alfa Romeo e uno dei suoi compagni di squadra, l'italiano Luigi Villoresi.

## Vigilia

### Aspetti tecnici

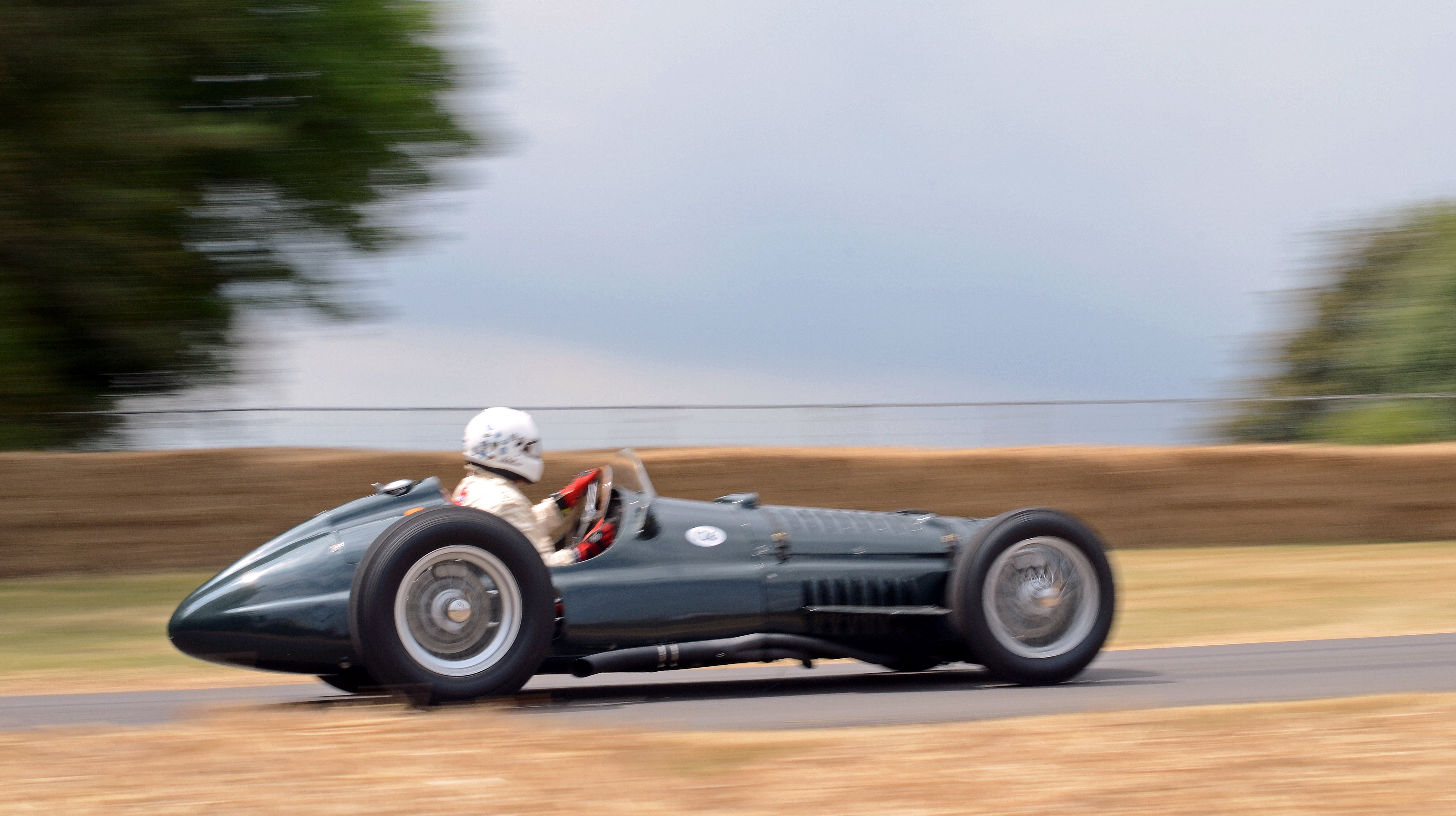
La BRM Type 15

Al Gran Premio fa il debutto la scuderia britannica British Racing Motors, dopo aver saltato la prima stagione del campionato mondiale di Formula 1 poiché il motore delle vetture non era ancora pronto. La squadra corre con due BRM Type 15, che erano comunque già state provate sul circuito di Silverstone prima del Gran Premio di Gran Bretagna 1950. Le Type 15 montano un motore V16 con un angolo tra le bancate di 135° — unico motore di Formula 1 con 16 cilindri disposti a V — denominato BRM P15. Seguendo una delle due opzioni allora stabile nel regolamento, la cilindrata era di 1500 cm³ ed era sovralimentato da due compressori.
La BRM Type 15 è inoltre la prima vettura di Formula 1 a montare freni a disco.

### Aspetti sportivi
Il Gran Premio rappresenta il quinto appuntamento stagionale a distanza di due settimane dalla disputa del Gran Premio di Francia, quarta gara del campionato. A differenza dell'edizione precedente, corsa il 13 maggio, la gara è stata posticipata di due mesi e non è più collocata in apertura di stagione.
Le squadre ufficiali presenti a Silverstone sono l'Alfa Romeo, con quattro 159 guidate da Nino Farina, Juan Manuel Fangio, Consalvo Sanesi e Felice Bonetto, la Scuderia Ferrari, con tre 375 guidate da Luigi Villoresi, Alberto Ascari e José Froilán González, e l'esordiente BRM, con due Type 15 guidate dai britannici Reg Parnell e Peter Walker.
Tra le squadre private hanno partecipato la Écurie Belge, con Johnny Claes su una Talbot-Lago T26C-DA, la Écurie Rosier, con Louis Chiron su una Talbot-Lago T26C e Louis Rosier su una T26C-DA, la Scuderia Ambrosiana, con David Murray su Maserati 4CLT-48, e la G.A. Vandervell, con Peter Whitehead alla guida di una Ferrari 375 Thin Wall Special.
Tra i piloti privati c'erano Bob Gerard e Brian Shawe-Taylor su ERA B, Duncan Hamilton su una T26C, Joe Kelly su Alta GP, John James su Maserati 4CLT-48 e Philip Fotheringham-Parker su Maserati 4CL.
Al Gran Premio erano iscritti anche i piloti Maurice Trintignant, Robert Manzon e André Simon su Simca-Gordini T15 e Philippe Étancelin su Talbot-Lago T26C-DA, tuttavia non arrivarono alla gara a causa dell'indisponibilità delle loro vetture.

## Qualifiche
L'argentino José Froilán González consegue la sua prima partenza al palo in carriera, nonché la prima della Scuderia Ferrari in Formula 1 con un tempo di 1'43"4, di 1" inferiore rispetto al secondo tempo realizzato dal connazionale Juan Manuel Fangio.
La British Racing Motors, essendosi presentata in pista solo la mattina della gara, non avevano ottenuto tempi durante le qualifiche. Ciò costringe i piloti Peter Walker e Reg Parnell a partire dalle ultime due piazzole.

### Risultati
Nella sessione di qualifica si è avuta questa situazione:
| Pos | Nº | Pilota                     | Costruttore        | Tempo       | Griglia |
| --- | -- | -------------------------- | ------------------ | ----------- | ------- |
| 1   | 12 | José Froilán González      | Ferrari            | 1'43"4      | 1       |
| 2   | 2  | Juan Manuel Fangio         | Alfa Romeo         | 1'44"4      | 2       |
| 3   | 1  | Nino Farina                | Alfa Romeo         | 1'45"0      | 3       |
| 4   | 11 | Alberto Ascari             | Ferrari            | 1'45"4      | 4       |
| 5   | 10 | Luigi Villoresi            | Ferrari            | 1'45"8      | 5       |
| 6   | 3  | Consalvo Sanesi            | Alfa Romeo         | 1'50"2      | 6       |
| 7   | 4  | Felice Bonetto             | Alfa Romeo         | 1'52"0      | 7       |
| 8   | 14 | Peter Whitehead            | Ferrari            | 1'54"6      | 8       |
| 9   | 22 | Louis Rosier               | Talbot-Lago-Talbot | 1'56"0      | 9       |
| 10  | 8  | Bob Gerard                 | ERA                | 1'57"0      | 10      |
| 11  | 18 | Duncan Hamilton            | Talbot-Lago-Talbot | 1'57"2      | 11      |
| 12  | 9  | Brian Shawe-Taylor         | ERA                | 1'58"2      | 12      |
| 13  | 23 | Louis Chiron               | Talbot-Lago-Talbot | 2'00"2      | 13      |
| 14  | 25 | Johnny Claes               | Talbot-Lago-Talbot | 2'05"8      | 14      |
| 15  | 15 | David Murray               | Maserati           | 2'06"0      | 15      |
| 16  | 17 | Philip Fotheringham-Parker | Maserati           | 2'13"2      | 16      |
| 17  | 16 | John James                 | Maserati           | 2'17"0      | 17      |
| 18  | 5  | Joe Kelly                  | Alta               | 2'18"4      | 18      |
| 19  | 7  | Peter Walker               | BRM                | senza tempo | 19      |
| 20  | 6  | Reg Parnell                | BRM                | senza tempo | 20      |

## Gara

### Resoconto
Felice Bonetto fa la miglior partenza e rimane in testa per un giro ma poi deve lasciare strada ai più veloci José Froilán González e Juan Manuel Fangio. Al decimo giro Fangio va in testa, ma la Ferrari del connazionale rimane attaccata all'Alfa Romeo. Dopo trentanove tornate González torna in testa ma Fangio lo riattacca e lo sorpassa nuovamente. Alberto Ascari, che si era ritirato, decide di lasciare continuare González, vista la situazione del compagno di squadra. González riesce così a ripassare davanti all'argentino dell'Alfa vincendo di 51" la gara e ottenendo la sua prima vittoria in carriera, nonché la prima della Scuderia Ferrari in Formula 1. Inoltre, fatta eccezione per le edizioni 1950 e 1951 della 500 Miglia di Indianapolis, è il primo Gran Premio di Formula 1 non vinto dall'Alfa Romeo, dopo che aveva trionfato in 9 gare di fila. Villoresi finì terzo a oltre due giri dai primi due. Le due BRM, nonostante fossero partite ultime, terminano in quinta e settima posizione, con Reg Parnell che regala alla squadra britannica i primi punti, al debutto.
Enzo Ferrari, sulla vittoria della Ferrari e sull'interruzione del dominio Alfa Romeo, per la quale il Drake ha corso e la quale forniva le vetture alla Scuderia Ferrari, ebbe a scrivere nel libro Ferrari80:
La Ferrari diventa in totale il terzo costruttore a vincere una gara valida per il campionato mondiale dopo l'Alfa Romeo, vincente nella prima edizione del Gran Premio di Gran Bretagna, e Kurtis Kraft, trionfante nell'edizione 1950 della 500 Miglia di Indianapolis, la prima a essere inclusa del calendario della Formula 1.

### Risultati
I risultati del Gran Premio sono i seguenti:
| Pos | Nº | Pilota                     | Costruttore        | Giri | Tempo/Ritiro   | Griglia | Punti |
| --- | -- | -------------------------- | ------------------ | ---- | -------------- | ------- | ----- |
| 1   | 12 | José Froilán González      | Ferrari            | 90   | 2h42'18"2      | 1       | 8     |
| 2   | 2  | Juan Manuel Fangio         | Alfa Romeo         | 90   | +51"0          | 2       | 6     |
| 3   | 10 | Luigi Villoresi            | Ferrari            | 88   | +2 giri        | 5       | 4     |
| 4   | 4  | Felice Bonetto             | Alfa Romeo         | 87   | +3 giri        | 7       | 3     |
| 5   | 6  | Reg Parnell                | BRM                | 85   | +5 giri        | 20      | 2     |
| 6   | 3  | Consalvo Sanesi            | Alfa Romeo         | 84   | +6 giri        | 6       |       |
| 7   | 7  | Peter Walker               | BRM                | 84   | +6 giri        | 19      |       |
| 8   | 9  | Brian Shawe-Taylor         | ERA                | 84   | +6 giri        | 12      |       |
| 9   | 14 | Peter Whitehead            | Ferrari            | 83   | +7 giri        | 8       |       |
| 10  | 22 | Louis Rosier               | Talbot-Lago-Talbot | 83   | +7 giri        | 9       |       |
| 11  | 8  | Bob Gerard                 | ERA                | 82   | +8 giri        | 10      |       |
| 12  | 18 | Duncan Hamilton            | Talbot-Lago-Talbot | 81   | +9 giri        | 11      |       |
| 13  | 25 | Johnny Claes               | Talbot-Lago-Talbot | 80   | +10 giri       | 14      |       |
| Rit | 1  | Nino Farina                | Alfa Romeo         | 75   | Frizione       | 3       | 1     |
| NC  | 5  | Joe Kelly                  | Alta               | 75   | +15 giri       | 18      |       |
| Rit | 11 | Alberto Ascari             | Ferrari            | 56   | Cambio         | 4       |       |
| Rit | 17 | Philip Fotheringham-Parker | Maserati           | 46   | Perdita d'olio | 16      |       |
| Rit | 15 | David Murray               | Maserati           | 45   | Motore         | 15      |       |
| Rit | 23 | Louis Chiron               | Talbot-Lago-Talbot | 41   | Freni          | 13      |       |
| Rit | 16 | John James                 | Maserati           | 23   | Radiatore      | 17      |       |

Nino Farina riceve un punto per aver segnato il giro più veloce della gara.

## Classifica mondiale
| Pos | Pilota                | Punti |
| --- | --------------------- | ----- |
| 1   | Juan Manuel Fangio    | 21    |
| 2   | Nino Farina           | 15    |
| 3   | Luigi Villoresi       | 12    |
| 4   | José Froilán González | 11    |
| 5   | Alberto Ascari        | 9     |
| =   | Lee Wallard           | 9     |
| 7   | Piero Taruffi         | 6     |
| =   | Mike Nazaruk          | 6     |
| 9   | Reg Parnell           | 5     |
| 10  | Luigi Fagioli         | 4     |
| 11  | Louis Rosier          | 3     |
| =   | Felice Bonetto        | 3     |
| =   | Consalvo Sanesi       | 3     |
| =   | Andy Linden           | 3     |
| 15  | Toulo de Graffenried  | 2     |
| =   | Yves Giraud-Cabantous | 2     |
| =   | Jack McGrath          | 2     |
| =   | Manny Ayulo           | 2     |
| =   | Bobby Ball            | 2     |